# Referendum in Nederland
Sinds 2018 kent Nederland geen referendum meer op landelijk niveau. Voor de afschaffing hebben er zeven landelijke referenda plaatsgevonden. Daarnaast zijn er nog steeds lokale referenda.

## Geschiedenis
Over de invoering van referenda in Nederland is heel lang gesproken, ook in de Tweede Kamer. In 1952 vond een proefreferendum plaats in de plaatsen Delft en Bolsward, met de centrale vraag ‘Wenst u een verenigd Europa onder een Europese overheid met een democratische vertegenwoordiging te omschrijven in een Europese grondwet?’. Het betrof een proefreferendum zonder enige bindende uitslag. De opkomst was hoog. In Delft 74,8 procent en in Bolsward 88,2 procent. Van de Delftenaren bleek 93 procent voor en onder de inwoners van Bolsward was dat 96,6 procent. Minister van Buitenlandse Zaken Luns sprak van een ‘verheugende gebeurtenis’.
In de eerste helft van de 20ste eeuw pleitten vooral de sociaaldemocraten (SDAP) en vrijzinnig-democraten (VDB), maar ook de communisten (CPN) voor invoering van het correctief referendum en het volksinitiatief, vaak in samenhang met een pleidooi voor afschaffing van de Eerste Kamer. De christelijke partijen, die tussen 1918 en 1967 de meerderheid van de stemmen behaalden, voelden er echter niets voor. Pas toen deze partijen vanaf eind jaren 60 door de ontzuiling in populariteit achteruit gingen, en de jongere generatie politici politieke vernieuwing op de agenda zette, kwam ook het referendum weer ter sprake. In het proces rond de algehele herziening van de Grondwet, die in 1983 werd afgerond, was enige tijd sprake van invoering van het referendum, maar uiteindelijk sneuvelde het voorstel.

### Nacht van Wiegel
Ondertussen hadden de partijen die voorstander waren van invoering van het referendum meer aanhang gekregen. De toetreding van D66 tot de paarse kabinetten-Kok in de jaren 90 betekende een eerste doorbraak voor ideeën rond bestuurlijke vernieuwing. De regering diende een wetsvoorstel in waarmee het bindend correctief referendum in de Grondwet zou worden vastgelegd. Overigens waren referenda volgens dit voorstel aan zeer strenge voorwaarden gebonden: er moesten na een inleidend verzoek van 40.000 handtekeningen binnen zes weken 600.000 handtekeningen worden verzameld, waarvoor ondersteuners zich persoonlijk op het gemeentehuis dienden te melden. Bovendien was het referendum pas geldig als 30% van de kiesgerechtigden tegen het wetsvoorstel stemde. Dit voorstel sneuvelde in 1999 in de Eerste Kamer in de Nacht van Wiegel, doordat behalve de christelijke partijen ook de senatoren Martin Batenburg en Hans Wiegel tegen stemden. Na de daarop volgende kabinetscrisis diende de regering een nieuw voorstel in voor een Tijdelijke Referendumwet, die alleen niet-bindende correctieve referenda mogelijk maakte. Deze wet bestond tussen 2002 en 2005 en kende dezelfde strenge voorwaarden. Mede daardoor is er in de praktijk geen enkele keer gebruik van gemaakt.

### Wet raadplegend referendum Europese Grondwet
De toegenomen belangstelling van het referendum als middel om burgers bij de politiek te betrekken leidde in 2005 wel tot het houden van een raadplegend referendum over het Verdrag tot vaststelling van een Grondwet voor Europa. Dit referendum werd mogelijk door de Wet raadplegend referendum Europese Grondwet, een initiatief van de Tweede Kamerleden Farah Karimi (GroenLinks), Niesco Dubbelboer (PvdA) en Boris van der Ham (D66). Alleen de drie christelijke partijen stemden tegen deze wet.

### Wet raadgevend referendum

#### Indiening
Naar aanleiding van dit referendum dienden Kamerleden Dubbelboer, Duyvendak en Van der Ham in november 2005 een nieuw initiatiefvoorstel in voor invoering van niet-bindende correctieve referenda; de Wet raadgevend referendum. Ten opzichte van de Tijdelijke Referendumwet werden de voorwaarden in dit voorstel een stuk minder streng: er waren nu nog maar 300.000 handtekeningen nodig, deze mochten ook op straat verzameld worden en er gold geen opkomst- of afwijzingsdrempel bij het referendum. Tegelijkertijd werd ook een nieuw voorstel ingediend om de mogelijkheid tot het houden van bindende correctieve referenda grondwettelijk vast te leggen.
Bij de behandeling van beide wetsvoorstellen bleek dat de VVD geen steun meer verleende, waardoor er een minderheid in Tweede en Eerste Kamer was. De besluitvorming in de Tweede Kamer werd daardoor jarenlang vertraagd, tot in februari 2013 de PVV de voorstellen weer op de agenda liet zetten. Met de steun van de PVV was zowel in de Tweede Kamer als Eerste Kamer een meerderheid binnen bereik. Bij de stemming in de Tweede Kamer stemden alleen VVD, CDA, ChristenUnie en SGP tegen. In de Eerste Kamer stelde de PvdA-fractie tijdens de plenaire behandeling aanvullende eisen aan goedkeuring: de toezegging dat een opkomstdrempel en een horizonbepaling (om te voorkomen dat niet-bindende en bindende correctieve referenda naast elkaar zouden gaan bestaan) in de wet zouden worden opgenomen. De Tweede Kamerleden Manon Fokke (PvdA), Linda Voortman (GroenLinks) en Gerard Schouw (D66), die de verdediging inmiddels hadden overgenomen, zegden een wijzigingsvoorstel toe. Bij de stemming in de Eerste Kamer in april 2014 stemden wederom alleen VVD, CDA, ChristenUnie en SGP tegen. De regering gaf bij monde van minister Plasterk van Binnenlandse Zaken en Koninkrijksrelaties aan dat er nog wel voorbereidingstijd genomen werd om het raadgevend referendum in te voeren. In de tussentijd was ook het wijzigingsvoorstel goedgekeurd, dat een opkomstdrempel van 30% invoerde en de wet automatisch lietvervallen zodra na wijziging van de Grondwet het bindend correctief referendum in werking treedt. Uiteindelijk trad de Wet raadgevend referendum op 1 juli 2015 in werking. Het voorstel tot wijziging van de Grondwet om bindende correctieve referenda mogelijk te maken, werd in tweede lezing door Tweede en Eerste Kamer - waarbij een tweederdemeerderheid nodig was - verworpen.

#### Werking
Met de inwerkingtreding van de Wet raadgevend referendum (Wrr) konden burgers over wetsvoorstellen die door de Staten-Generaal waren goedgekeurd en door de Koning en een minister zijn bekrachtigd een raadgevend referendum aanvragen. Indien een meerderheid van de kiesgerechtigden zich vervolgens tegen een wet uitsprak, bij een opkomst van 30% of hoger, kon de wet alleen in werking treden met een nieuw wetsvoorstel, waarbij de Staten-Generaal ook kon beslissen om de wet in te trekken.
Er kon een referendum worden aangevraagd over een wetsvoorstel dat door de Staten-Generaal was aangenomen en door de Koning en een minister was bekrachtigd, behalve in het geval van een wet over een van de volgende onderwerpen:
- wetten over de monarchie en het Koninklijk Huis;
- begrotingswetten;
- Grondwetswijzigingen;
- rijkswetten, indien ze in andere landen van het Koninkrijk, dus ook voor Aruba, Curaçao en/of Sint Maarten, geldig zijn;
- uitvoeringswetten die voortvloeien uit de goedkeuring van een verdrag (de goedkeuring van het verdrag zelf is wél referendabel) of uit het afwijzen van een wetsvoorstel in een raadgevend referendum.

Binnen een week na de bekrachtiging van een wet werd in de Staatscourant een referendabiliteitsbesluit geplaatst, dat inhield dat een referendum kon worden aangevraagd, of dat dit niet kon wegens een van de genoemde uitsluitingsgronden.
| Wet/verdrag                                                | Jaar | Inleidende verzoeken | Definitieve verzoeken |
| ---------------------------------------------------------- | ---- | -------------------- | --------------------- |
| Associatieovereenkomst tussen de Europese Unie en Oekraïne | 2015 | 13.480               | 427.939               |
| Associatieovereenkomst tussen de Europese Unie en Moldavië | 2015 | 100                  |                       |
| Associatieovereenkomst tussen de Europese Unie en Georgië  | 2015 | 98                   |                       |
| Opzegging sociale zekerheidsverdrag Nederland-Marokko      | 2016 | 1971                 |                       |
| Wet op de inlichtingen- en veiligheidsdiensten 2017        | 2017 | 17.162               | 384.126               |
| Uitfasering van de Wet-Hillen                              | 2018 | 24.822               | 11.306                |
| Wijziging van de Wet op de orgaandonatie                   | 2018 | 41.887               | 146.636               |

Voor een referendum moesten in twee rondes een minimum aantal verzoeken (handtekeningen) ingediend worden bij de Kiesraad. 
- minimaal 10.000 geldige inleidende verzoeken, binnen vier weken.
- minimaal 300.000 geldige definitieve verzoeken, binnen zes weken. Deze fase vond alleen plaats als in de inleidende fase voldoende verzoeken waren binnengekomen.

De referendumcommissie bepaalde vervolgens een datum voor het houden van het referendum. In het referendum werd kiezers de vraag voorgelegd of ze voor of tegen de wet waren. De referendumcommissie bepaalde de definitieve vraagstelling, en met name hoe de wet in de vraag moest worden omschreven. Iedereen die kiesgerechtigd was voor de Tweede Kamerverkiezingen, mocht ook aan raadgevende referenda deelnemen.

### Afschaffing
In het Regeerakkoord 2017 werd aangekondigd dat een voorstel tot intrekking van de referendumwet zou worden ingediend, omdat het "als tussenstap" naar een bindend referendum niet had gebracht "wat ervan werd verwacht, onder meer door een controverse over de wijze van aanvragen en verschillende interpretaties van de uitslag".
Naar aanleiding van het regeerakkoord kondigden diverse organisaties en personen aan dat ze een referendum over de intrekking van het referendum wilden afdwingen, waardoor er discussie ontstond of de intrekkingswet wel of niet referendabel was. In 2002 had de Raad van State geoordeeld dat destijds een referendum over de voorgenomen intrekkingswet mogelijk was, en in november 2017 liet een woordvoerder van de Raad van State aan de Volkskrant weten dat dit waarschijnlijk ook het geval zou zijn bij het raadgevend referendum. Het kabinet-Rutte III, bij monde van de bewindslieden Mark Rutte en Kajsa Ollongren, verklaarden dat zij het "onlogisch en onwenselijk" vonden dat er een referendum zou worden georganiseerd over de intrekking van de referendumwet. Op 1 december 2017 besloot het kabinet dat het een clausule in de intrekkingswet zou opnemen dat de afschaffing van het raadgevend referendum met terugwerkende kracht zou ingaan, zodat een eventueel referendum niet mogelijk zou zijn. De Raad van State gaf op 20 december een positief advies en beschouwde de blokkade als "effectief", waarna de intrekkingswet een dag later werd ingediend bij de Tweede Kamer.
Op 30 december spande de stichting Meer Democratie een rechtszaak aan bij de afdeling bestuursrechtspraak van de Raad van State over de referendabiliteit van de intrekkingswet. De stichting meende dat de overheid in strijd met de wet handelde door geen referendabiliteitsbesluit te nemen. De afdeling bestuursrechtspraak oordeelde echter dat de minister op dat moment van het wetgevingsproces nog geen besluit hoefde te nemen over de referendabiliteit van de intrekkingswet en dat zij daarom onbevoegd was om op dat moment een oordeel te vellen. Ook de rechtbank Den Haag achtte zich niet bevoegd om hier over te oordelen.
Op 10 juli 2018 stemde de Eerste Kamer in met het wetsvoorstel tot intrekking van de Wet raadgevend referendum. De intrekkingswet trad op 12 juli in werking en werkt terug tot 10 juli.
Op 2 augustus 2018 ging Meer Democratie opnieuw in beroep bij de afdeling bestuursrechtspraak. Volgens de stichting kon de intrekkingswet niet in werking treden zonder dat er eerst de mogelijkheid is geweest om een referendum aan te vragen over de intrekkingswet. De stichting meende daarom dat de wet raadgevend referendum nog steeds bestond. De landsadvocaat betwiste dat en stelde dat over de referendumwet geen referendum kan worden georganiseerd. Op 16 januari 2019 besliste de afdeling bestuursrechtspraak van de Raad van State in de uitspraak in deze zaak dat de minister niet alsnog hoeft te beslissen over een referendum over intrekking van de referendumwet.

## Provincies en gemeenten
De Wet raadgevend referendum is alleen van toepassing op nationaal niveau, maar een aantal provincies en gemeenten hebben een referendumverordening vastgesteld die ook op die niveaus niet-bindende correctieve referenda mogelijk maakt. Soms worden deze referenda ook 'raadgevend referendum' genoemd.